# Pteropera carnapi
Pteropera carnapi är en insektsart som beskrevs av Willy Adolf Theodor Ramme 1929. Pteropera carnapi ingår i släktet Pteropera och familjen gräshoppor. Inga underarter finns listade i Catalogue of Life.